# Koźmin Wielkopolski
Pour les articles homonymes, voir Koźmin.
Koźmin Wielkopolski (prononciation : [ˈkɔʑmʲin vʲɛlkɔˈpɔlskʲi]) est une ville polonaise du powiat de Krotoszyn de la voïvodie de Grande-Pologne dans le centre-ouest de la Pologne.
Elle est située à environ 16 kilomètres au nord de Krotoszyn, siège du powiat, et à 74 kilomètres au sud-est de Poznań, capitale de la voïvodie de Grande-Pologne.
Elle est le siège administratif (chef-lieu) de la gmina de Koźmin Wielkopolski.
La ville couvre une surface de 5,89 km2 et comptait 6 678 habitants en 2009.

## Géographie

Plan de la ville.

La ville de Koźmin Wielkopolski est située dans la partie sud de la voïvodie de Grande-Pologne, à proximité de la voïvodie de Basse-Silésie, ainsi qu'avec la région historique et géographique de Silésie. Le paysage est vallonné et à dominante rurale. Koźmin Wielkopolski s'étend sur 5,89 km2. La rivière Orla passe par la ville, qui est située dans la région des collines de Kalisz.

## Histoire
Koźmin Wielkopolski a obtenu son statut de ville avant 1318, car une ville médiévale existait dès le XIIe siècle. En 1338, le roi Casimir III de Pologne a légué la ville à Maciej Borkowic, le dirigeant de la confédération de Grande-Pologne, qui y a construit un château. Celui-ci, situé dans l'actuelle rue Zamkowa, est encore utilisé aujourd'hui : il abrite une école et le musée des terres de Koźmin.

La ville a changé plusieurs fois de propriétaire : elle était la propriété des Górka, une famille influente dans la Grande-Pologne du XVIe siècle, puis de la famille des Sapiehów. Koźmin Wielkopolski a été considérée comme l'une des villes les plus puissantes de la Grande-Pologne au cours de la Première République de Pologne. Pendant la Seconde Guerre mondiale, Koźmin Wielkopolski était sous occupation allemande du 6 septembre 1939 au 23 janvier 1945.

De 1975 à 1998, la ville appartenait administrativement à la voïvodie de Kalisz. Depuis 1999, la ville fait partie du territoire de la voïvodie de Grande-Pologne.

## Monuments
- l'église paroissiale saint Laurent, construite en 1462, reconstruite entre 1670 et 1677, puis une seconde fois au XVIIIe siècle dans un style baroque ;
- l'église cimetériale en bois de la sainte Trinité, construite en 1570 ;
- l'église du monastère des bernardins saint Stanislas, construite en 1648 et 1670, dans un style baroque ;
- le château, construit dans la première moitié du XIVe siècle par Maciej Borkowic.

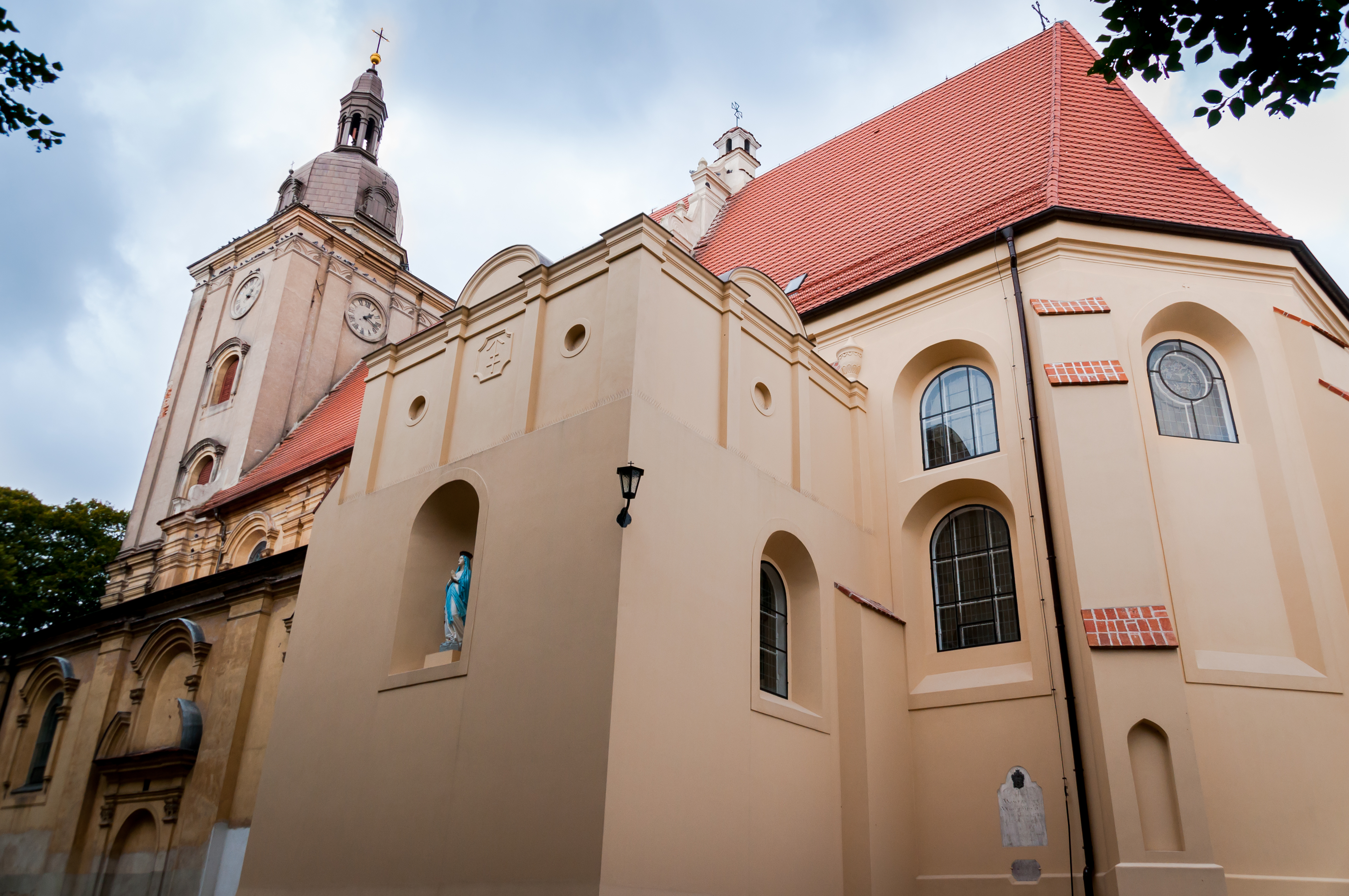
L'église saint Laurent.
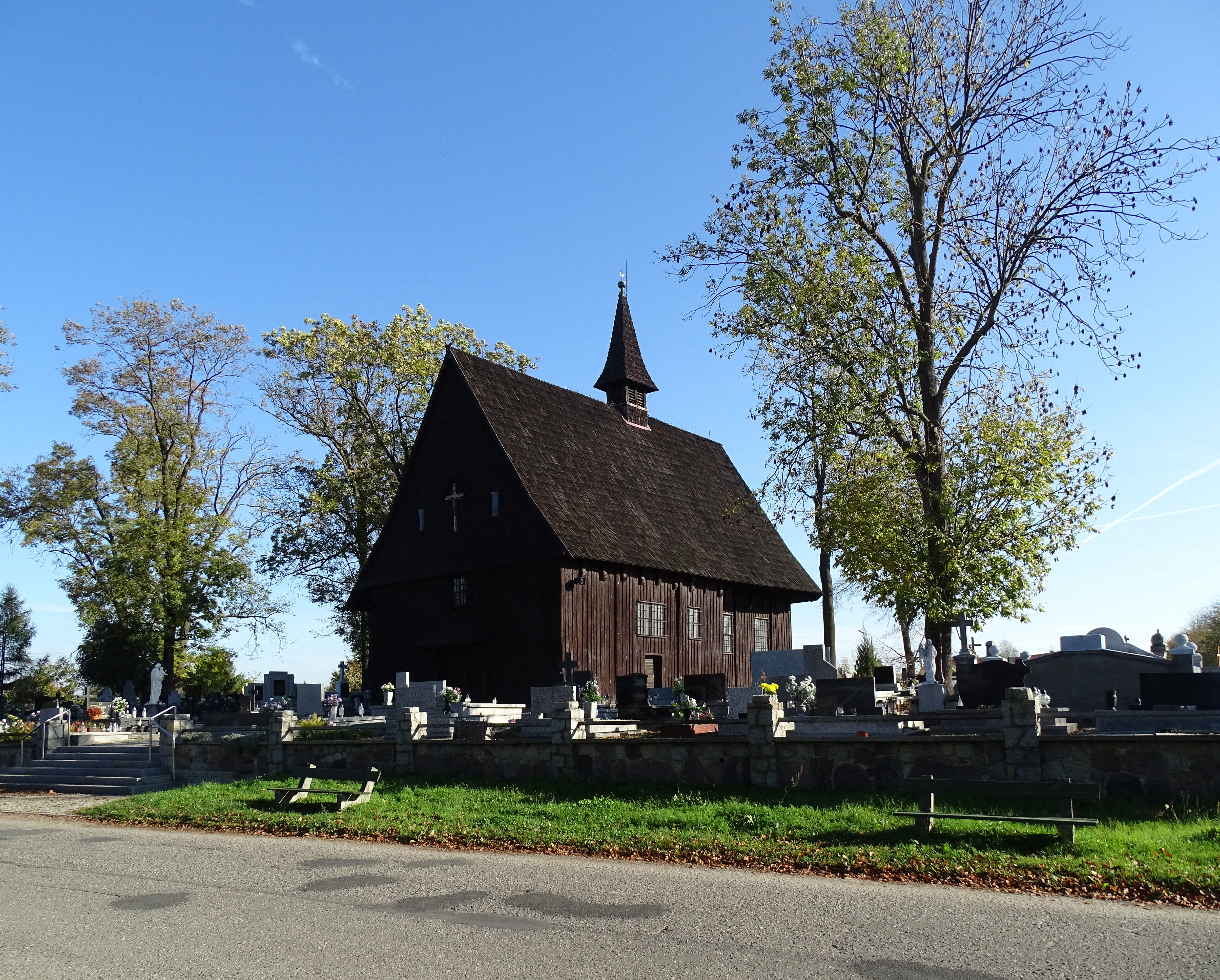
L'église de la sainte Trinité.
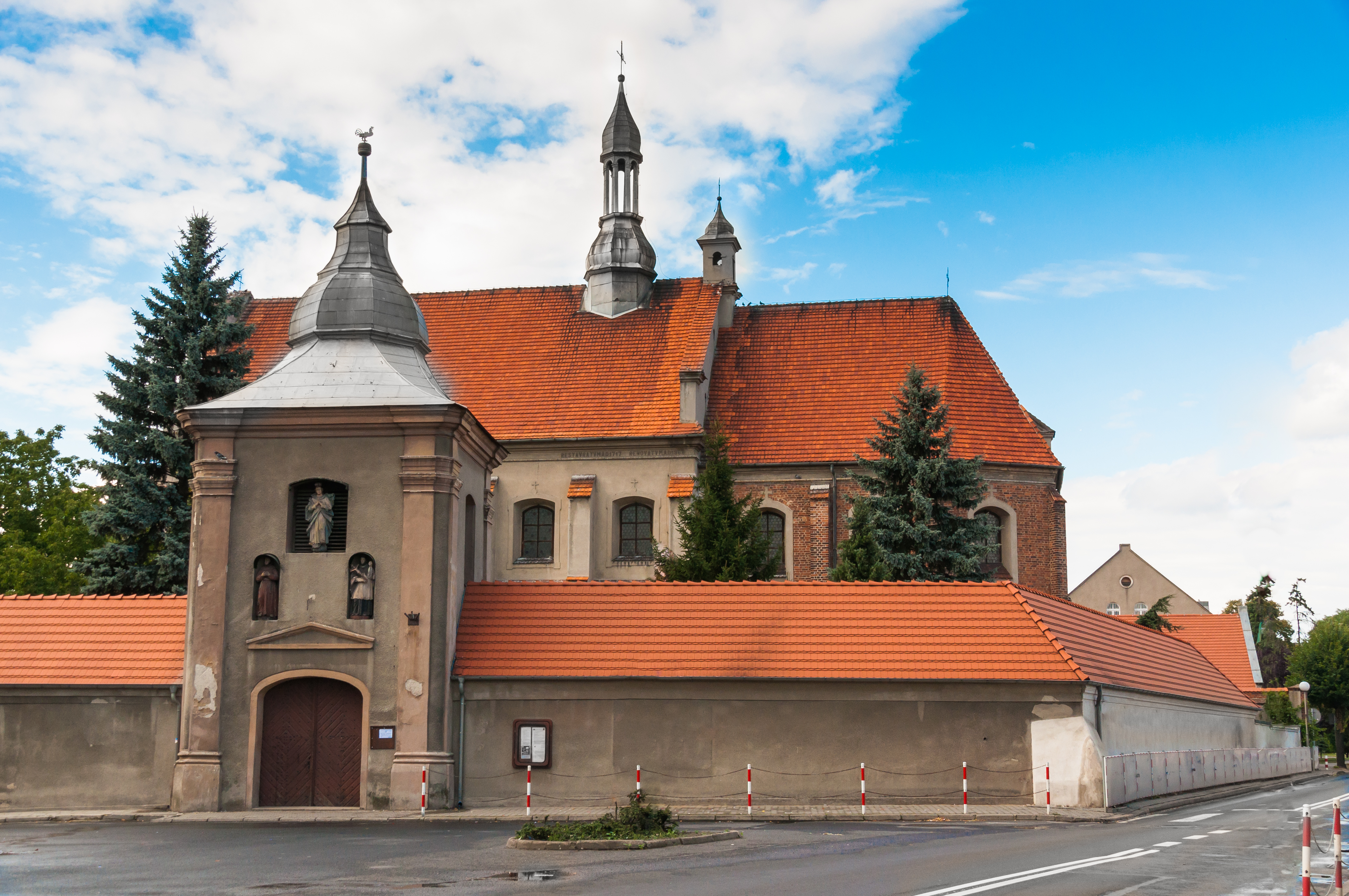
L'église du monastère.
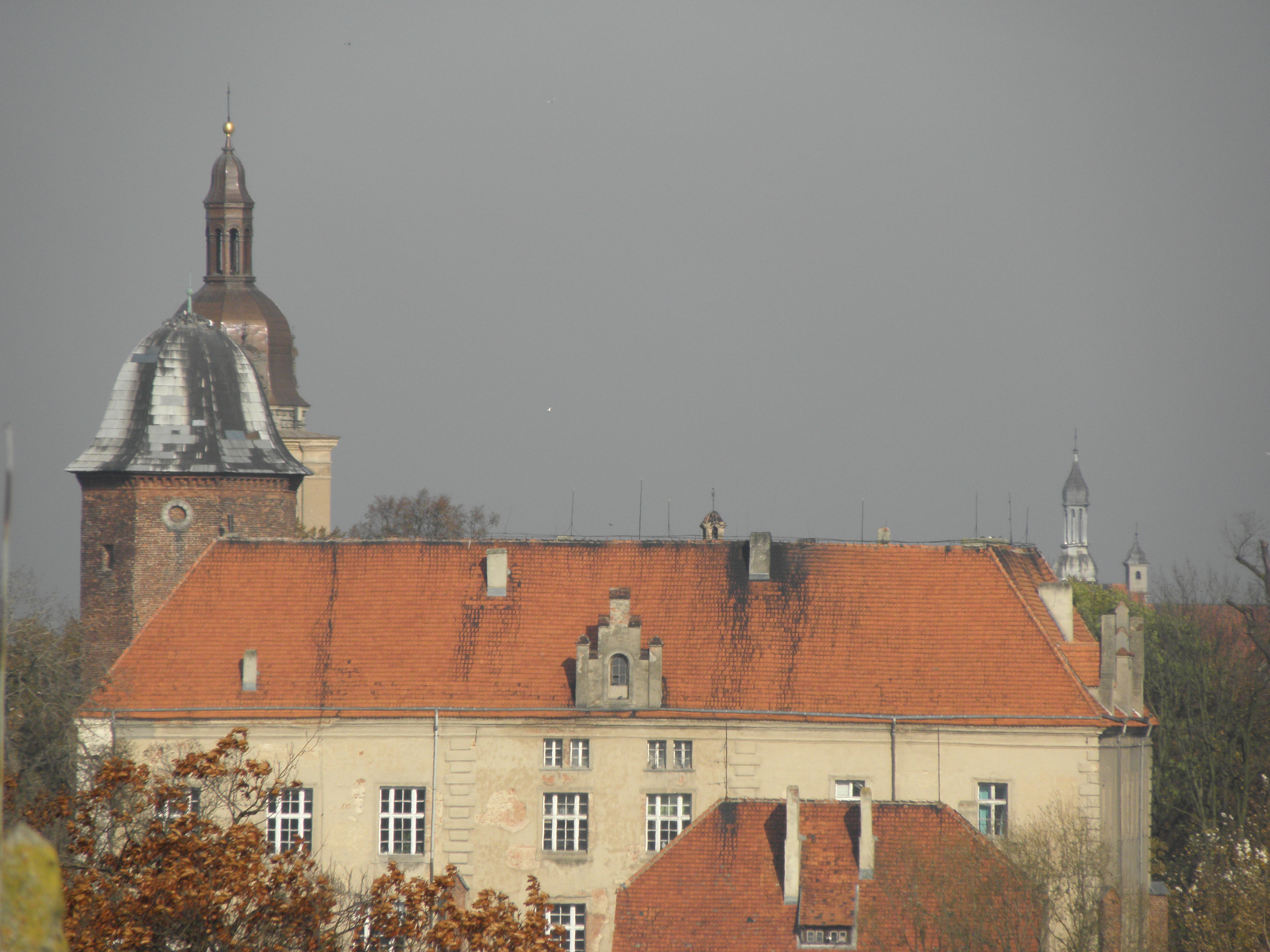
Le château.

## Voies de communication
La route nationale polonaise n°15 (qui relie Trzebnica à Ostróda) ainsi que la route voïvodale n°438 (qui relie Borek Wielkopolski à Koźmin Wielkopolski) passent par la ville.

La ligne ferroviaire no  281 (Oleśnica - Krotoszyn - Koźmin - Jarocin - Gniezno) et la ligne no  382 (Koźmin - Piaski) traversent et s'arrêtent par Koźmin.